# Brittiska Jungfruöarna i olympiska sommarspelen 2008
Brittiska Jungfruöarna deltog i de olympiska sommarspelen 2008 som ägde rum i Peking i Kina. Ingen av landets deltagare erövrade någon medalj.

## Friidrott
- Huvudartikel: Friidrott vid olympiska sommarspelen 2008

Förkortningar
- Notera – Placeringar gäller endast den tävlandes eget heat
- Q = Kvalificerade sig till nästa omgång via placering
- q = Kvalificerade sig på tid eller, i fältgrenarna, på placering utan att ha nått kvalgränsen
- NR = Nationellt rekord
- N/A = Omgången inte möjlig i grenen
- Bye = Idrottaren behövde inte delta i omgången

Herrar
Fältgrenar
| Idrottare     | Gren           | Kval    | Kval      | Final            | Final            |
| Idrottare     | Gren           | Distans | Placering | Distans          | Placering        |
| ------------- | -------------- | ------- | --------- | ---------------- | ---------------- |
| Eric Matthias | Diskuskastning | 53.11   | 37        | Gick inte vidare | Gick inte vidare |

Herrar
Bana och väg
| Idrottare        | Gren  | Heat     | Heat      | Kvartsfinal | Kvartsfinal | Semifinal        | Semifinal        | Final            | Final            |
| Idrottare        | Gren  | Resultat | Placering | Resultat    | Placering   | Resultat         | Placering        | Resultat         | Placering        |
| ---------------- | ----- | -------- | --------- | ----------- | ----------- | ---------------- | ---------------- | ---------------- | ---------------- |
| Tahesia Harrigan | 100 m | 11.46    | 3 Q       | 11.36       | 5           | Gick inte vidare | Gick inte vidare | Gick inte vidare | Gick inte vidare |